# Lamont (Mondkrater)

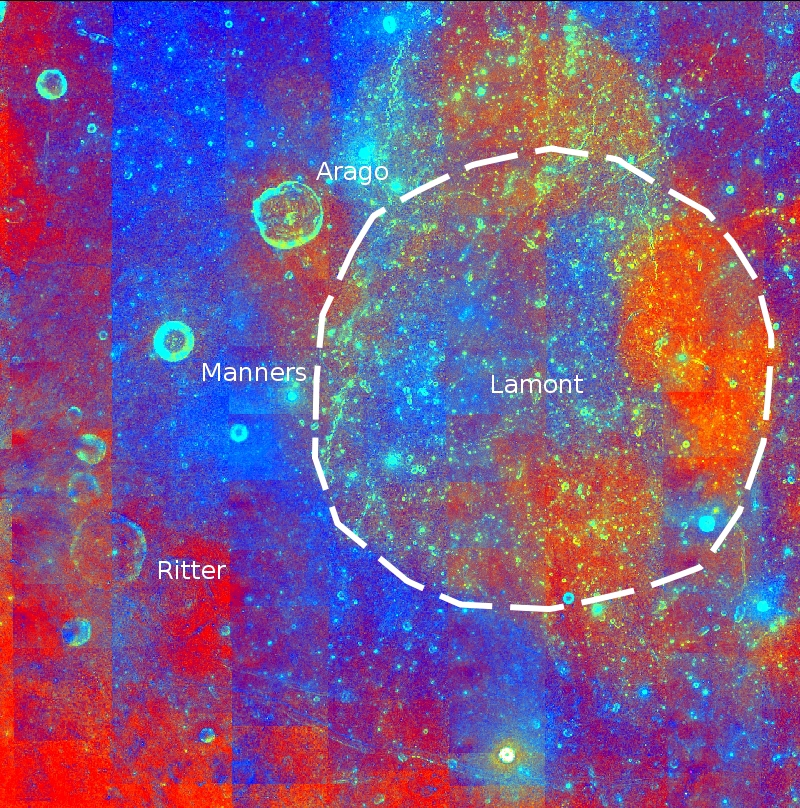
Falschfarbenbild von Lamont (UV/VIS-Verhältnis), Bild der Clementine-Sonde

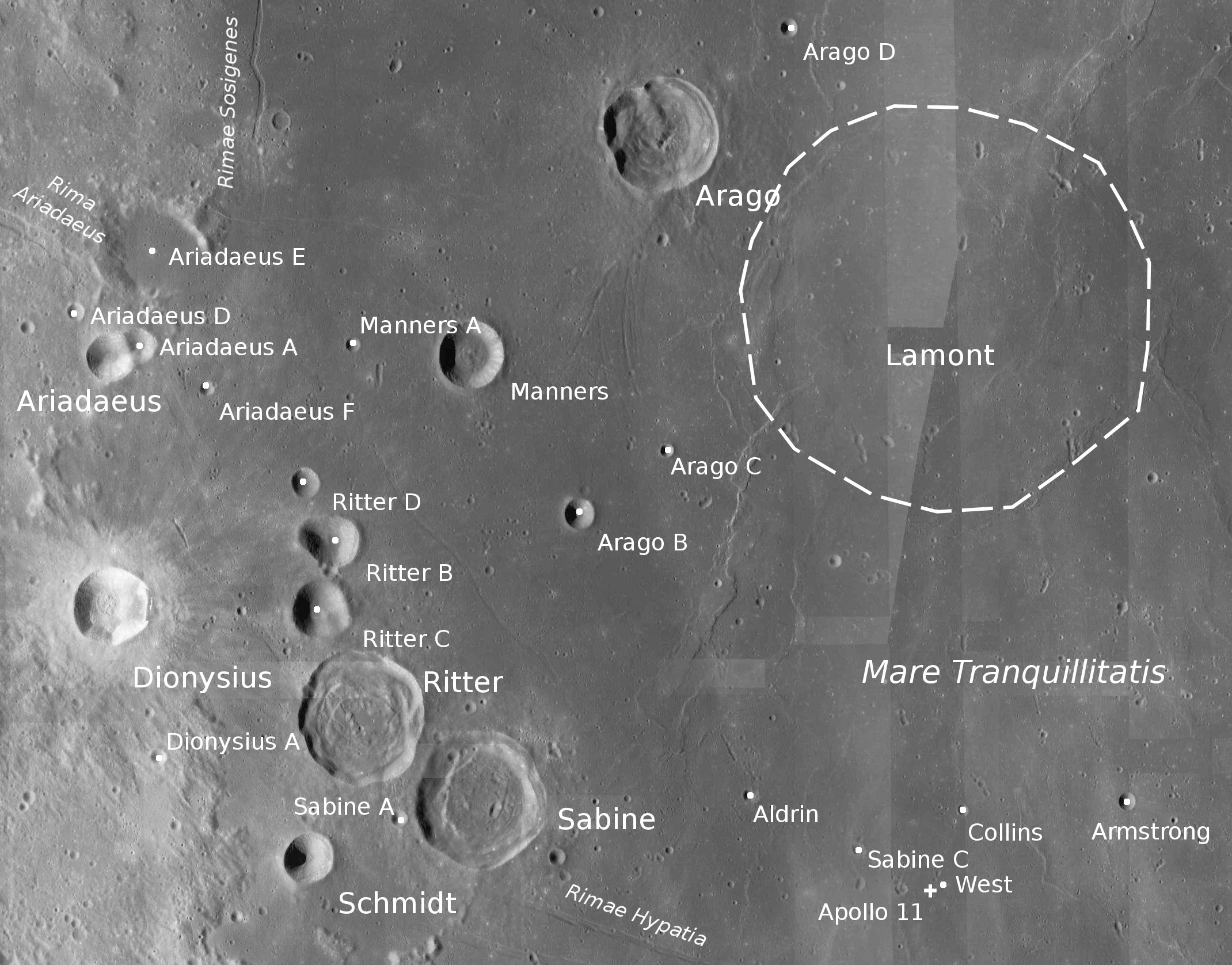
Lamont und Umgebung (LROC-WAC)

Lamont ist ein ovale Oberflächenstruktur auf der Mondvorderseite in der Ebene des Mare Tranquillitatis, südöstlich des Kraters Arago.
Man nimmt an, dass es sich bei dem System konzentrischer Erhebungen um die Reste eines Impaktbeckens handelt. Unterhalb der Struktur wurde ein Mascon detektiert.
Der Krater wurde 1935 von der IAU nach dem Astronomen Johann von Lamont offiziell benannt.